# Buzalkovo
Buzalkovo (makedonska: Бузалково) är en ort i Nordmakedonien. Den ligger i kommunen Veles, i den centrala delen av landet, 40 kilometer sydost om huvudstaden Skopje. Buzalkovo ligger 506 meter över havet och antalet invånare är 945.